# An Exceptionally Simple Theory of Everything

E_{8}の幾何学的イメージ

An Exceptionally Simple Theory of Everything（直訳:例外的に単純な万物の理論）とは、アントニー・ギャレット・リージが2007年11月6日にarXivに提出したプレプリント（論文）のタイトル。彼の理論（E8理論）は、E8と呼ばれる248次元のリー群を用いて、標準模型に重力を統一することができると主張している。査読や科学雑誌での発表は行われていないが、多くの専門家の反応を招き、この話題と彼への公的な関心を呼んでいる。また、大学や研究機関に所属しておらず、（論文発表時）ハワイでサーフィンやスノーボードのインストラクターをして生計を立てていたり、公開されたWIKIで研究内容を公表しているような型破りさから、サーファー物理学者として様々なメディアに広く取り上げられた。
論題は、E8が単純群および例外型リー群に分類されることと、この分野にしては珍しく単純な理論であることを掛けた数学的な洒落である。

### 論文
- A. Garrett Lisi, An Exceptionally Simple Theory of Everything, arXiv:0711.0770

arXivに投稿されたギャレットの論文

### ビデオ
- （英語）TED talk - ギャレット自身によるE8理論のプレゼンテーション。 TEDカンファレンス、2008年2月、全21分26秒。